# Сложен број
Сложен број је природан број који има најмање један позитивни делилац осим јединице или самог броја. Другим речима, сложен број је сваки цео број већи од онога који није прост број.
Дакле, ако је н> 0 цео број и постоје цели бројеви 1 <а, б <н такви да је н = а × б, онда је н сложен. По дефиницији, сваки цео број већи од један је или прост број или сложен број. Број један је јединица; а није ни прост ни сложен. На пример, цео број 14 је сложен број јер се може рачунати као 2 × 7. Исто тако, цели бројеви 2 и 3 нису сложени бројеви јер сваки од њих може да се подели са један и са самим собом.
Сложени бројеви до 150 су
4, 6, 8, 9, 10, 12, 14, 15, 16, 18, 20, 21, 22, 24, 25, 26, 27, 28, 30, 32, 33, 34, 35, 36, 38, 39, 40, 42, 44, 45, 46, 48, 49, 50, 51, 52, 54, 55, 56, 57, 58, 60, 62, 63, 64, 65, 66, 68, 69, 70, 72, 74, 75, 76, 77, 78, 80, 81, 82, 84, 85, 86, 87, 88, 90, 91, 92, 93, 94, 95, 96, 98, 99, 100, 102, 104, 105, 106, 108, 110, 111, 112, 114, 115, 116, 117, 118, 119, 120, 121, 122, 123, 124, 125, 126, 128, 129, 130, 132, 133, 134, 135, 136, 138, 140, 141, 142, 143, 144, 145, 146, 147, 148, 150.
(секвенца А002808 у ОЕИС)

На пример, композитни број 299 може се написати као 13 × 23, а композитни број 360 може се написати као 23 × 32 × 5; Осим тога, ова репрезентација је јединствен до реда фактора. Ова чињеница се назива теорема аритметике
Постоји неколико познатих основних тестова којим се може утврдити да ли је број прост или сложен, а не нужно откривајући разлагање сложеног улаза.

## Врстесавршени степен
Један од начина да се класификују сложени бројеви је пребројавање бројева простих чинилаца. Сложен број са два проста чинилаца је полупрости бројеви или 2-скоро основан (чиниоци не морају бити различити, стога су укључени квадрати простих бројева). Сложен број са три различита проста чиниоца је сфеник број . У неким применама, неопходно је направити разлику између сложених бројева са непарним бројем посебних простих чинилаца и оних са парним бројем посебних простих чинилаца. За друге
{\displaystyle \mu (n)=(-1)^{2x}=1\,}
(где је μ Мебијусова функција и икс је пола од укупног основног чинилаца), док је за првобитни
{\displaystyle \mu (n)=(-1)^{2x+1}=-1.\,}
Међутим за просте бројеве, функција такође враћа −1 и {\displaystyle \mu (1)=1}. За а броја н са једним или више поновљеним простим чиниоцем,
{\displaystyle \mu (n)=0}.
Ако се сви основни чиниоци једног броја понављају, то се зове снажан број (Све су моћни бројеви). Ако се ниједан од његових основних чинилаца не понављају, то се зове бесквадратни број. (Сви прости бројеви и 1 су слободан квадрат.)
На пример, 72 = 23 × 32, сви основни чиниоци се понављају, тако да 72 је снажан број. 42 = 2 × 3 × 7, ниједан од основних чинилаца се не понавља, тако да је 42 слободан квадрат.
Други начин да се класификују сложени бројеви је пребројавање броја делилаца. Сви сложени бројеви имају најмање три делилаца. У случају квадрата простих бројева, ти делиоци су {\displaystyle \{1,p,p^{2}\}}. Број н који има више делилаца од икс <н је високо сложени број (мада су такви бројеви 1 и 2).

## Факторизација
Ово су сви сложени бројеви мањи или једнаки од 150 и њихова факторизација:
4 = 22
6 = 2 × 3
8 = 23
9 = 32
10 = 2 × 5
12 = 22 × 3
14 = 2 × 7
15 = 3 × 5
16 = 24
18 = 2 × 32
20 = 22 × 5
21 = 3 × 7
22 = 2 × 11
24 = 23 × 3
25 = 52
26 = 2 × 13
27 = 33
28 = 22 × 7
30 = 2 × 3 × 5
32 = 25
33 = 3 × 11
34 = 2 × 17
35 = 5 × 7
36 = 22 × 32
38 = 2 × 19
39 = 3 × 13
40 = 23 × 5
42 = 2 × 3 × 7
45 = 32 × 5
46 = 2 × 23
48 = 24 × 3
49 = 72
50 = 2 × 52
51 = 3 × 17
52 = 22 × 13
54 = 2 × 33
55 = 5 × 11
56 = 23 × 7
57 = 3 × 19
58 = 2 × 29
60 = 22 × 3 × 5
62 = 2 × 31
63 = 32 × 7
64 = 26
65 = 5 × 13
66 = 2 × 3 × 11
68 = 22 × 17
69 = 3 × 23
70 = 2 × 5 × 7
72 = 23 × 32
74 = 2 × 37
75 = 3 × 52
76 = 22 × 19
77 = 7 × 11
78 = 2 × 3 × 13
80 = 24 × 5
81 = 34
82 = 2 × 41
84 = 22 × 3 × 7
85 = 5 × 17
86 = 2 × 43
87 = 3 × 29
88 = 23 × 11
90 = 2 × 32 × 5
91 = 7 × 13
92 = 22 × 23
93 = 3 × 31
94 = 2 × 47
95 = 5 × 19
96 = 25 × 3
98 = 2 × 72
99 = 32 × 11
100 = 22 × 52
102 = 2 × 3 × 17
104 = 23 × 13
105 = 3 × 5 × 7
106 = 2 × 53
108 = 22 × 33
110 = 2 × 5 × 11
111 = 3 × 37
112 = 24 × 7
114 = 2 × 3 × 19
115 = 5 × 23
116 = 22 × 29
117 = 32 × 13
118 = 2 × 59
119 = 7 × 17
120 = 23 × 3 × 5
121 = 112
122 = 2 × 61
123 = 3 × 41
124 = 4 × 31
125 = 53
126 = 2 × 32 × 7
128 = 27
129 = 3 × 43
130 = 2 × 5 × 13
132 = 22 × 3 × 11
133 = 7 × 19
134 = 2 × 67
135 = 33 × 5
136 = 23 × 17
138 = 2 × 3 × 23
140 = 22 × 5 × 7
141 = 3 × 47
142 = 2 × 71
143 = 11 × 13
144 = 24 × 32
145 = 5 × 29
146 = 2 × 73
147 = 3 × 72
148 = 22 × 37
150 = 2 × 3 × 52